# Historiska museet i Lund

Historiska museet i Lund, tidigare Lunds universitets historiska museum, som är en del av Lunds universitet, är ett museum, vars utställningslokaler ligger vid Krafts torg i Lund.

## Historik
År 1735 donerade Kilian Stobæus sin samling av naturalier och kuriositeter till Lunds universitet.  Efter hans död inköptes hans omfattande myntsamling till universitetet. Under andra delen av 1700-talet blev samlingen så stor att museet 1802 var tvunget att flytta till annan byggnad. Några år senare, 1805, delade man upp samlingen så att naturalier kom att tillfalla  Zoologiska museet och Botaniska museet medan fornfynd och etnografiska föremål kom att bilda Historiska museet. Delar av Kilian Stobæus samling finns nu utställda i museets kuriosakabinett.

## Byggnaden
År 1918 flyttade museet in i nuvarande byggnad i Lundagård. Den uppfördes 1840-45 och var ursprungligen avsedd som biskopshus, men kom på grund av meningsskiljaktigheter aldrig till sådan användning. Arkitekt var Per Axel Nyström och byggnadsledare Carl Georg Brunius. Från 1849 inrymde byggnaden universitetets zoologiska, kemiska och fysiska institutioner. Under åren 1886-1916 disponerades byggnaden av enbart zoologiska institutionen och var då känd som Zoologiska museet. År 1917 genomgick byggnaden en omfattande renovering under ledning av domkyrkoarkitekten Theodor Wåhlin. Museets föreståndare vid denna tid var Otto Rydbeck.

## Samlingar och ansvar
Lunds universitets historiska museum har runt elva miljoner föremål i sina samlingar, bland andra fynden från järnåldersboplatsen Uppåkra, varav vissa är utställda i utställningen Barbaricum. Museet har ansvar för omhändertagandet av arkeologiskt material från Skåne, undantaget Lunds stadskärna och Malmö kommun. Museet har även ett regionalt ansvar för kyrklig konst och mynt. År 2008 tog museet över Lunds universitets Antikmuseums samling i samband att Antikmuseet upphörde.